# 108205 Baccipaolo
108205 Baccipaolo è un asteroide della fascia principale. Scoperto nel 2001, presenta un'orbita caratterizzata da un semiasse maggiore pari a 2,5224960 UA e da un'eccentricità di 0,0427521, inclinata di 7,64558° rispetto all'eclittica.
L'asteroide è dedicato all'astrofilo italiano Paolo Bacci.